# Arnold Johan Ferdinand Van Laer
Pour les articles homonymes, voir Van Laer.
Arnold Johan Ferdinand Van Laer, né le 21 octobre 1869 à Utrecht et mort le 25 mars 1955 à Albany (New York), est un archiviste, traducteur, éditeur et historien de documents en langue néerlandaise de la Nouvelle-Néerlande et d'Albany au XVIIe siècle. 

## Biographie
De 1887 à 1892, Van Laer étudie à l'Université technique de Delft. Il émigre à Albany en 1897 où il épouse Naomi van Deurs (1868–1930), avec qui il a trois fils,. Van Laer devient archiviste à la New York State Library à Albany. Il travaille le reste de sa vie à traduire et à reconstituer les documents endommagés lors de l'incendie de la bibliothèque du Capitole de l'État de New York le 25 mars 1911. 